# Sapeornis
Famille
Genre
Espèces de rang inférieur
- † S. chaoyangensis Zhou et Zhang[1], 2002
- † S. angutis Zhou et Zhang, 2009

Sapeornis est un genre éteint d'oiseaux basaux du biote de Jehol daté du Crétacé inférieur (Aptien), soit il y a environ −125 à −120 Ma (millions d'années). Il a été découvert dans le Liaoning, une province du nord-est de la Chine,. Son nom signifie « oiseau de la SAPE ». La SAPE étant la Society of Avian Paleontology and Evolution,.

## Description
C'était un oiseau d'une trentaine de centimètres de long. Il présente de nombreux caractères ancestraux que ne possèdent pas les oiseaux modernes, mais possédés par certains dinosaures non aviens. Sapeornis est donc considéré par les paléontologues comme anatomiquement intermédiaire entre les oiseaux plus basaux comme Jeholornis, et les oiseaux plus dérivés comme les Confuciusornithidae et les Neoaves.
Il est le plus ancien oiseau fossile à être doté d'une queue courte à pygostyle, d'un crâne court, d'un pelvis opisthopubien, d'une articulation scapulocoracoïde mobile, d'un hypocleidium sur la furcula, d'une réduction des doigts accompagnée d'une perte des griffes et d'un allongement des membres antérieurs, formant de grandes surfaces alaires. Tous ces caractères le rapprochent des oiseaux modernes.
Cependant il montre aussi des caractères primitifs comme la présence de dents robustes et coniques (uniquement à l'avant de la mâchoire inférieure), une région temporale primitive et non modifiée avec fenêtre temporale complète, un coracoïde peu allongé et en forme de hache (à l'image des dinosaures non aviens), un sternum absent (ou bien cartilagineux), ce qui démontre que les muscles des ailes devaient s'insérer non sur le bréchet comme chez les oiseaux modernes mais sur la partie distale du coracoïde, une furcula robuste et pas aussi fermée que chez les oiseaux modernes (plus de 100°), des membres postérieurs allongés (ils sont plus courts chez les oiseaux modernes), une main aussi longue que l'humerus, un pelvis non fusionné (même s'il existe une courte symphyse pubienne, comme chez les oiseaux modernes), un panier de gastralia comme chez beaucoup d'archosauriens mais pas les oiseaux, et 6 ou 7 vertèbres caudales libres précédant le pygostyle (les oiseaux modernes n'ont pas de caudales libres).
Sapeornis présente donc une mosaïque de caractères ancestraux et dérivés, il illustre ainsi une morphologie transitionnelle entre d'un côté les dinosaures non aviens et les oiseaux primitifs, et de l'autre les oiseaux modernes. Il s'agit de l'oiseau à queue courte (clade des Pygostylia) le plus basal.